# MKO Abiolastadion
Het MKO Abiolastadion is een multifunctioneel stadion in Abeokuta, Nigeria. Het stadion wordt meestal gebruikt voor voetbalwedstrijden, de voetbalclub Gateway United FC maakt gebruik van dit stadion. In het stadion is plaats voor 35.000 toeschouwers. 